# Oikopleura cophocerca
Oikopleura cophocerca är en ryggsträngsdjursart som först beskrevs av Gegenbaur 1855.  Oikopleura cophocerca ingår i släktet Oikopleura och familjen lysgroddar. Inga underarter finns listade i Catalogue of Life.